# Краљ Талсе
Краљ Талсе (енгл. Tulsa King) америчка је телевизијска серија коју је створио Тејлор Шеридан за Paramount+. Главну улогу тумачи Силвестер Сталоне, коме је ово прва улога на телевизији. Он глуми мафијашког капоа који је управо изашао из затвора, након чега одлази у Талсу где покушава да оснује криминалну организацију

## Радња
Капо њујоршке мафије, Двајт „Генерал” Манфреди, пуштен је из затвора после 25 година. Прогнан од стране свог шефа, принуђен је да отвори радњу у Талси. Када схвати да његова мафијашка породица више није на његовој страни, Двајт полако прави своју екипу.

## Улоге
| Глумац             | Улога                |
| ------------------ | -------------------- |
| Силвестер Сталоне  | Двајт Манфреди       |
| Андреа Севиџ       | Стејси Бил           |
| Мартин Стар        | Лоренс Гајгерман     |
| Џеј Вил            | Тајсон Мичел         |
| Макс Касела        | Арманд Труиси        |
| Доменик Ломбардоци | Чарлс Инверници      |
| Винсент Пјаза      | Винс Антоначи        |
| Еј-Си Питерсон     | Пит Инверници        |
| Гарет Хедлунд      | Мич Келер            |
| Дејна Делејни      | Маргарет Деверо      |
| Татјана Запардино  | Тина Манфреди Григер |
| Анабела Шјора      | Џоана Манфреди       |
| Нил Макдона        | Кал Трешер           |
| Френк Гриљо        | Бил Вилаква          |

## Епизоде

### Преглед серије
| Сезона | Сезона | Епизоде | Епизоде | Оригинална објава   | Оригинална објава  |
| Сезона | Сезона | Епизоде | Епизоде | Премијера           | Финале             |
| ------ | ------ | ------- | ------- | ------------------- | ------------------ |
|        | 1.     | 9       | 9       | 13. новембар 2022.  | 8. јануар 2023.    |
|        | 2.     | 10      | 10      | 15. септембар 2024. | 17. новембар 2024. |

### 1. сезона (2022—2023)
| Бр. еп. (укупно) | Бр. еп. (у сезони) | Наслов | Редитељ       | Сценариста                     | Премијера          |
| ---------------- | ------------------ | ------ | ------------- | ------------------------------ | ------------------ |
| 1                | 1                  |        | Ален Колтер   | Тејлор Шеридан и Теренс Винтер | 13. новембар 2022. |
| 2                | 2                  |        | Ален Колтер   | Теренс Винтер и Џозеф Рикобене | 20. новембар 2022. |
| 3                | 3                  |        | Бен Ричардсон | Регина Корадо                  | 27. новембар 2022. |
| 4                | 4                  |        | Бен Семаноф   | Дејв Флебот                    | 4. децембар 2022.  |
| 5                | 5                  |        | Бен Семаноф   | Џозеф Рикобене                 | 11. децембар 2022. |
| 6                | 6                  |        | Гај Ферланд   | Дејв Флебот                    | 18. децембар 2022. |
| 7                | 7                  |        | Гај Ферланд   | Теренс Винтер и Џозеф Рикобене | 25. децембар 2022. |
| 8                | 8                  |        | Лоџ Кериган   | Теренс Винтер и Том Сјерчио    | 1. јануар 2023.    |
| 9                | 9                  |        | Лоџ Кериган   | Теренс Винтер                  | 8. јануар 2023.    |

### 2. сезона (2024)
| Бр. еп. (укупно) | Бр. еп. (у сезони) | Наслов | Редитељ       | Сценариста                                      | Премијера            |
| ---------------- | ------------------ | ------ | ------------- | ----------------------------------------------- | -------------------- |
| 10               | 1                  |        | Крејг Зиск    | Тејлор Елмор, Теренс Винтер и Силвестер Сталоне | 15. септембар 2024 . |
| 11               | 2                  |        | Крејг Зиск    | Стивен Скаја и Теренс Винтер                    | 22. септембар 2024 . |
| 12               | 3                  |        | Џошуа Марстон | Теренс Винтер и Дејвид Флебот                   | 29. септембар 2024 . |
| 13               | 4                  |        | Џошуа Марстон | Теренс Винтер и Дејв Флебот                     | 6. октобар 2024 .    |
| 14               | 5                  |        | Дејвид Семел  | Вилијам Шмит                                    | 13. октобар 2024 .   |
| 15               | 6                  |        | Дејвид Семел  | Теренс Винтер                                   | 20. октобар 2024 .   |
| 16               | 7                  |        | Кевин Даулинг | Дејв Флебот                                     | 27. октобар 2024 .   |
| 17               | 8                  |        | Кевин Даулинг | Вилијам Шмит и Теренс Винтер                    | 3. новембар 2024 .   |
| 18               | 9                  |        | Крејг Зиск    | Џозеф Рикобене                                  | 10. новембар 2024 .  |
| 19               | 10                 |        | Крејг Зиск    | Теренс Винтер и Силвестер Сталоне               | 17. новембар 2024 .  |